# Église d'Antipas de Pergame (Souzdal)

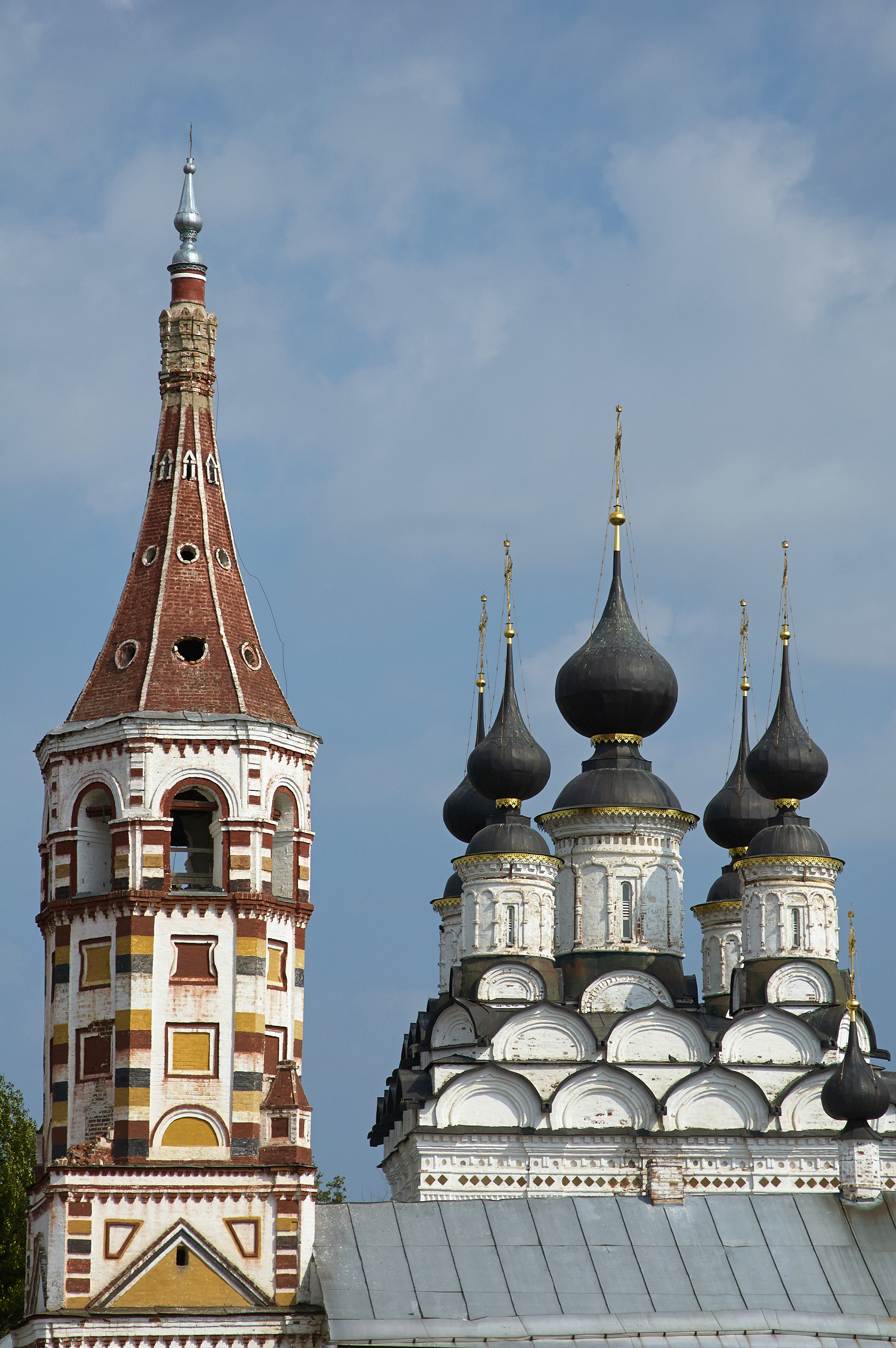
Dômes - Église d'Antipas de Pergame et sa voisine Saint-Lazare.

L'église d'Antipas de Pergame (en russe : Церковь Антипия, епископа Пергамского) est une église d'hiver (chauffée) située dans le centre de Souzdal, entre la place du commerce et le monastère de la Déposition-de-la-robe-de-la-Vierge (monastère Rispolojenski). Elle date de 1745.

## Architecture
L'église de la Résurrection de Lazare, sa voisine est plus ancienne (1667) et est, elle, une église d'été (non chauffée). Le clocher de l'église d'Antipas de Pergame, avec sa flèche de brique incurvée et ses couleurs alternées est l'un des plus élégants et des plus originaux de Souzdal.
La partie basse de l'édifice annexe au clocher est un modèle typique d'église d'hiver sans étage, garni seulement d'un petit bulbe sur tambour au milieu d'un toit en tôle. Le clocher est antérieur à ce bâtiment plat et sa peinture extérieure fait penser au style du XVIIe siècle. Il ressemble fort au clocher de l'église Saint-Nicolas dans le Kremlin de Souzdal avec sa forme octogonale s'appuyant sur une base carrée et les arêtes incurvées de la flèche en brique. Celle-ci est garnie de trois rangées d'ouvertures. La tour du clocher est ornée de bossages et de caissons de différentes couleurs.
En 1959 l'ensemble fut restauré sous la direction d'Alexis Vagranov et des couleurs au goût des immeubles du XVIIe siècle furent choisies pour le clocher.

## Sources
- (ru) Лазаревская и Антипиевская церкви
- (ru) Н.Н. Воронин. Владимир, Боголюбово, Суздаль, Юрьев-Польской (книга-спутник по древним городам Владимирской земли) Nikolaï Voronine(livre guide sur les anciennes villes de la terre de Vladimir).